# Pontoporia blainvillei
La franciscana o delfín del Plata (Pontoporia blainvillei) es una especie de cetáceo odontoceto; de acuerdo a distintos autores, la especie es el único miembro de la familia Pontoporiidae, o bien forma parte de la familia Iniidae. Se encuentra en Uruguay, Argentina y el sur de Brasil. Es un delfín de río propio del gran estuario del Río de la Plata y las costas del Océano Atlántico en Sudamérica.

## Taxonomía
Pontoporia blainvillei es la única especie en su género. Fue descrita por primera vez por Paul Gervais y Alcide d'Orbigny en 1844, y fue llamado blainvillei en alusión al zoólogo francés Henri Marie Ducrotay de Blainville.
Es conocido vulgarmente como franciscana o tonina, nombre utilizado en Argentina y Uruguay que ha sido adoptado internacionalmente. También se lo llama toninha (en Brasil) o cachimbo.

## Descripción
La franciscana tiene el pico más largo (en proporción a su tamaño) de todos los cetáceos, más del 15 % en adultos. Los machos alcanzan 1,6 metros de longitud, y las hembras pueden ser mayores (1,8 m). El cuerpo es color castaño grisáceo, más claro en el vientre. Las aletas también son muy largas en comparación al cuerpo, y son muy anchas. La aleta dorsal tiene una gran base y tiene forma redondeada. El peso de los ejemplares ronda los 50 kg en promedio.
Normalmente, se la encuentra en aguas de entre 30 y 50 metros de profundidad.

## Biología y ecología
Su expectativa de vida es de 20 años. El período de gestación es de 10 a 11 meses. Las hembras pueden dar a luz a partir de los cinco años de edad. Se han observado excepcionalmente grupos de hasta 15 individuos.

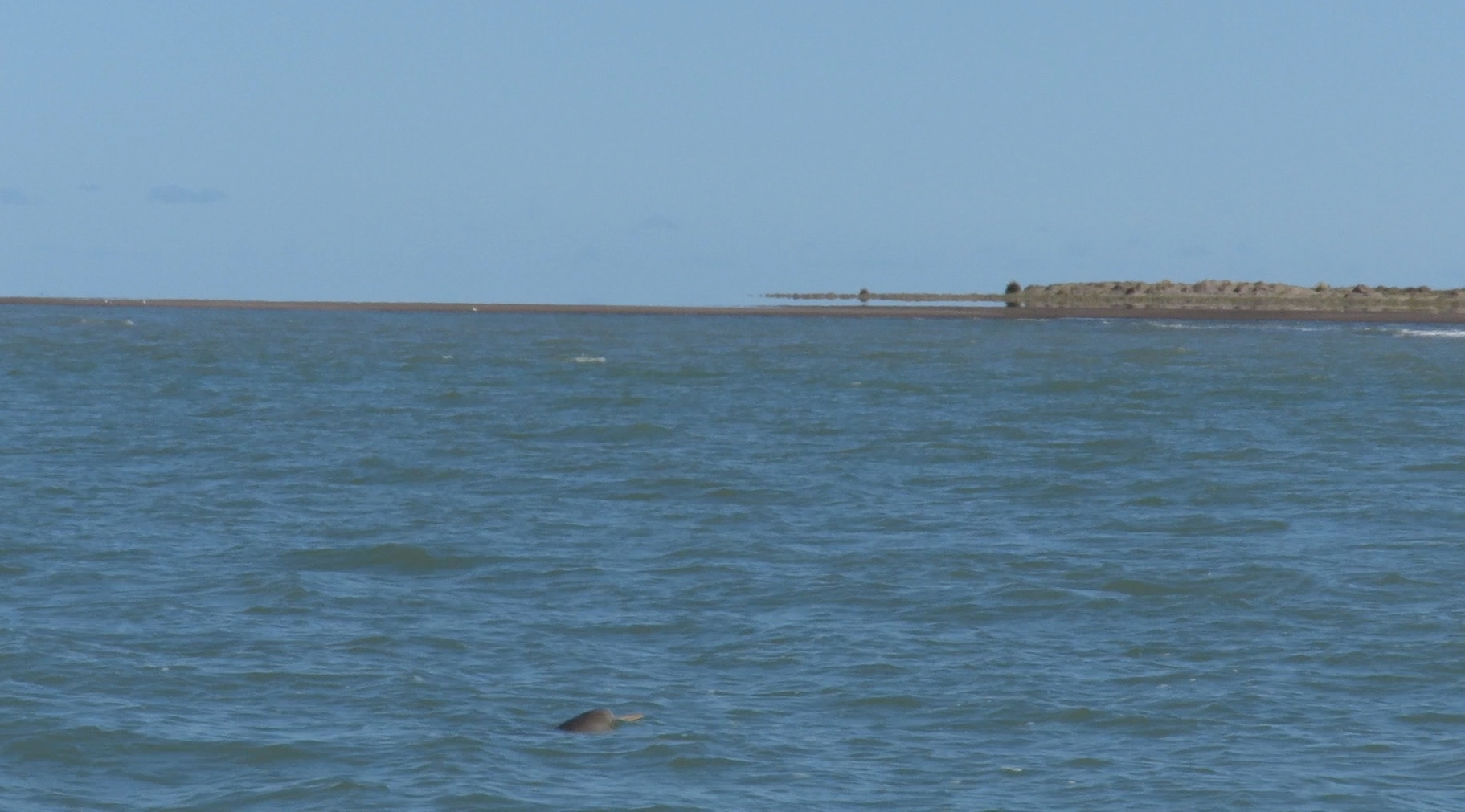
Delfín Franciscana en Bahía San Blas, Provincia de Buenos Aires, Argentina. Febrero de 2020. (Ph: Diego S. Gallotti)

Se alimentan en las profundidades, e inspecciones de su dieta han revelado que come cerca de 24 diferentes especies de pescado, además de pulpos, calamares y camarones.

Sus depredadores naturales son las orcas y varias especies de tiburón.

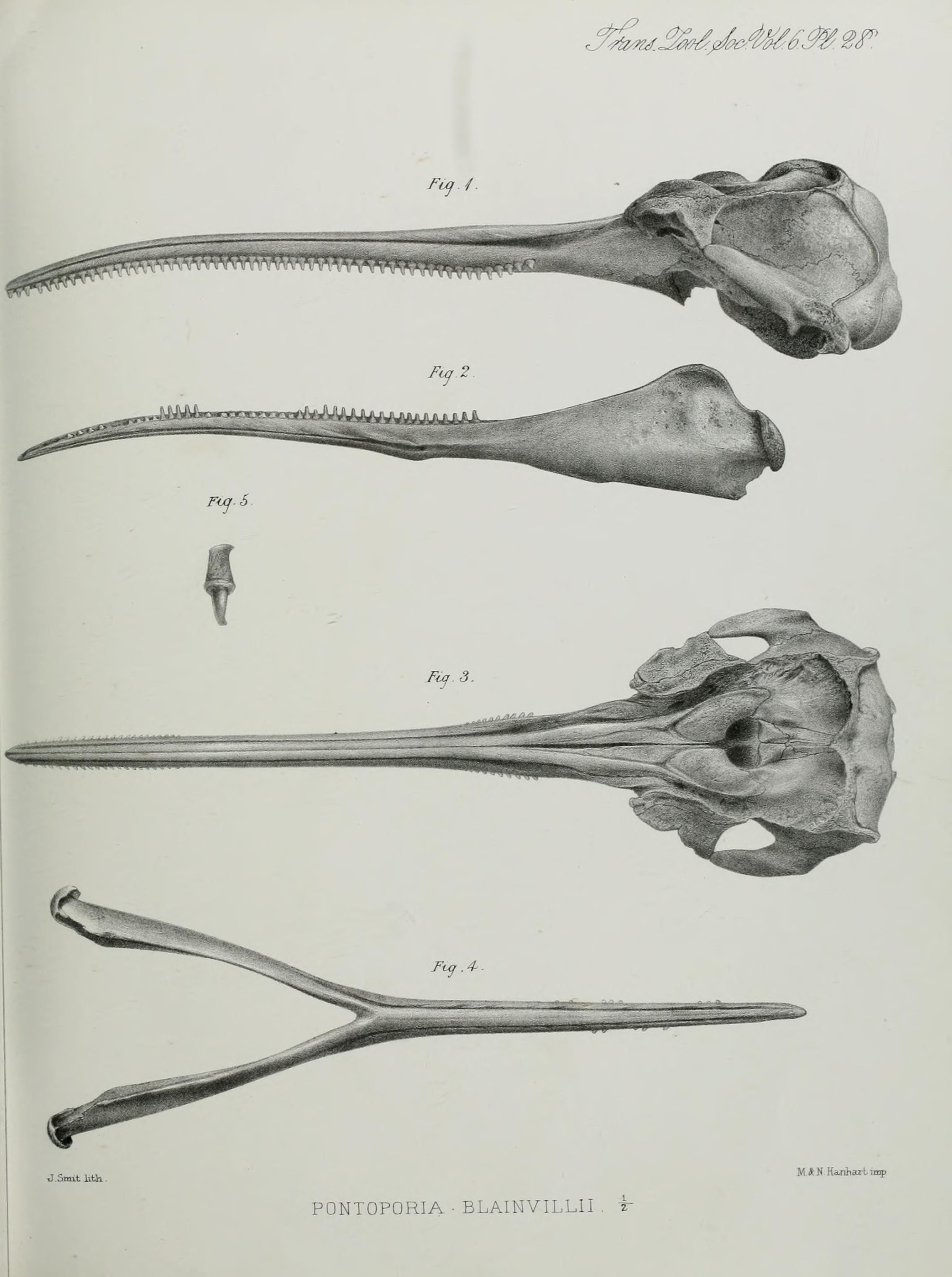
Huesos del cráneo

## Área y hábitat
El delfín franciscana o del Plata se distribuye por la costa atlántica del sudeste de Sudamérica, siendo la parte más importante de su área de distribución el estuario del Río de la Plata. Se distribuye por el trópico de Capricornio cerca de Ubatuba, Brasil, hasta el sur hasta la Península Valdés, Argentina. Es el único miembro del grupo de los delfines de río que vive también en agua salada, como la de los estuarios y el océano, además de en agua dulce, lo que indica la gran tolerancia de la especie a los cambios de hábitat. Aunque algunos miembros vagan constantemente, pasando periodos de tiempo en ríos y en el mar, otros jamás se aventuran al mar, pasando toda su vida en ríos.

## Conservación
El delfín del Plata o franciscana está clasificado desde 2008 como especie vulnerable VU en la Lista Roja de la IUCN, debido a la declinación proyectada en el 30 % de la población durante tres generaciones (36 años). La franciscana produce preocupación, particularmente en la comunidad científica debido a lo reducido de su área de distribución y su gran predisposición a la captura accidental en las redes de pesca, donde un gran número de individuos perecen al ser capturados en las redes. Aunque el mayor número de capturas documentadas se produjo en la década de 1970 en Uruguay, las muertes accidentales en décadas recientes han aumentado en el sur de Brasil y Argentina. Científicos de los tres países han manifestado su preocupación por el futuro de la especie, para intentar implicar a los gobiernos y a la comunidad donde se distribuye, en estudios para trazar un plan de conservación del delfín.
Por la ley n.º 14992 sancionada el 30 de noviembre de 2017. fue declarado monumento natural de la Provincia de Buenos Aires.